# 권준 (1987년)
권준(權俊, 1987년 10월 12일 ~ )은 대한민국의 축구 선수이다.

## 개요
경기도 평택시 출생으로 서울 당서초등학교졸업, 남해 해성중학교를 중퇴하고 브라질 오스카 축구아카데미로 유학을 하였다. 

2006년에 브라질 1부 리그팀 피게이렌시 FC와 정식 프로계약을 맺었다. 한국인 최초 브라질리거이다.

그해인 2006 ~ 2007년에는 U-20 대한민국 청소년 국가대표로 뛰었다.
2011년 1월 인도네시아 PSM 마카사르과 정식 계약을 하였으며, 2011 - 2012 시즌에 인도네시아 프리미어리그 올스타에 뽑혀, 5월 24일에 FC 인테르나치오날레 밀라노와 친선경기를 뛰었다.
2012년 8월 이란 페르세폴리스 FC팀에 입단하였다. 이란 프로리그에서 뛰는 첫 한국인선수로 등록이 되었다.

### 클럽 경력
- 2006년 ~ 2008년  피게이렌시
- 2010년  PSM 마카사르
- 2012년  페르세폴리스 FC
- 2013년  마두라 유나이티드
- 2013년  BEC 테로 사사나 FC
- 2014년  DRB-Hicom F.C.
- 2015년  푸트라자야 SPA F.C.
- 2016년  탬피니스 로버스 FC
- 2017년 ~ 2018년  평택 시민축구단

### 국가대표 경력
2006년 U-20 청소년대표팀에 선발되어, 2006년 부산청소년국제축구대회에 참가하였고,

2006년 12월 26일 스페인 전지훈련에도 참가하였다..

### 클럽
| 클럽       | 클럽                 | 클럽         | 리그 | 리그 | 컵            | 컵            | 리그컵 | 리그컵 | 대륙   | 대륙           | 총계 | 총계 |
| 시즌       | 클럽                 | 리그         | 출장 | 득점 | 출장          | 득점          | 출장   | 득점   | 출장   | 득점           | 출장 | 득점 |
| 인도네시아 | 인도네시아           | 인도네시아   | 리그 | 리그 | 인도네시아 컵 | 인도네시아 컵 | 리그컵 | 리그컵 | 아시아 | 아시아         | 합계 | 합계 |
| ---------- | -------------------- | ------------ | ---- | ---- | ------------- | ------------- | ------ | ------ | ------ | -------------- | ---- | ---- |
| 2011       | PSM 마카사르         | 프리미어리그 | 18   | 1    | 0             | 0             | 0      | 0      | 0      | 0              | 18   | 1    |
| 2011-12    | PSM 마카사르         | 프리미어리그 | 20   | 3    | 4             | 0             | 0      | 0      | 0      | 0              | 22   | 3    |
| 이란       | 이란                 | 이란         | 리그 | 리그 | 하즈피 컵     | 하즈피 컵     | 리그컵 | 리그컵 | 아시아 | 아시아         | 합계 | 합계 |
| 2012-13    | 페르세폴리스 FC      | 프로리그     | 2    | 0    | 0             | 0             | 0      | 0      | 0      | 0              | 2    | 0    |
| 인도네시아 | 인도네시아           | 인도네시아   | 리그 | 리그 | 인도네시아 컵 | 인도네시아 컵 | 리그컵 | 리그컵 | 아시아 | 아시아         | 합계 | 합계 |
| 2013       | 마두라 유나이티드 FC | 슈퍼리그     | 8    | 0    | 0             | 0             | 0      | 0      | 0      | 0              | 8    | 0    |
| 타이       | 타이                 | 타이         | 리그 | 리그 | 타이 퀸스 컵  | 타이 퀸스 컵  | 리그컵 | 리그컵 | 아시아 | 아시아         | 합계 | 합계 |
| 2013       | BEC 테로 사사나 FC   | 프리미어리그 | 9    | 0    | 2             | 0             | 0      | 0      | 0      | 0              | 11   | 0    |
| 말레이시아 | 말레이시아           | 말레이시아   | 리그 | 리그 | 말레이시아 컵 | 말레이시아 컵 | 리그컵 | 리그컵 | 아시아 | 아시아         | 합계 | 합계 |
| 2014       | DRB-Hicom F.C.       | 프리미어리그 | 7    | 0    | 0             | 0             | 0      | 0      | 0      | 0              | 7    | 0    |
| 2015       | 푸트라자야 SPA F.C.  | 프리미어리그 | 9    | 0    | 2             | 0             | 0      | 0      | 0      | 0              | 11   | 0    |
| 합계       | 인도네시아           | 인도네시아   | 46   | 4    | 4             | 0             | 0      | 0      | 0      | 0              | 50   | 4    |
| 합계       | 이란                 | 이란         | 2    | 0    | 0             | 0             | 0      | 0      | 0      | 0              | 2    | 0    |
| 합계       | 타이                 | 타이         | 9    | 0    | 2             | 0             | 0      | 0      | 0      | 0              | 11   | 0    |
| 합계       | 말레이시아           | 말레이시아   | 16   | 0    | 2             | 0             | 0      | 0      | 0      | 0\|\|\|18\|\|0 |      |      |
| 총 계      | 총 계                | 총 계        | 73   | 4    | 8             | 0             | 0      | 0      | 0      | 0              | 81   | 4    |